# 爪下外骨腫
爪下外骨腫（そうかがいこつしゅ、英: subungual exostosis）は、主に指趾末節骨先端に発生する良性腫瘍（外骨腫）。

## 特徴
手や足の爪先の下部にしこりができ爪が隆起するのが特徴である。正常骨組織から成る良性腫瘍の一種であり、一般に転移することはない。腫瘍は骨から伸びるため、X線撮影をすると趾先の骨から突出するような別の骨を確認できる。痛みは感じないことが多いが、放置すると爪が変形し、場合によっては疼痛が伴う。ことさら第1趾（足の親指）において発生しやすい。患者は10代に多く、男女別では女性に多い。初めて報告されたのは1817年のギヨーム・デュピュイトラン（フランスの解剖学者、外科医）によるもので、以降欧米で多く症例が報告された。日本においては比較的稀な疾患と言われており、1989年まで日本国内で報告されたのは僅か160件にも満たなかった。同じく爪付近にできる良性腫瘍としてグロムス腫瘍が挙げられるが、爪下外骨腫と違いグロムス腫瘍は強い痛みを伴う。
爪下外骨腫は病理組織像により概ね二種類に分類される。一つは、骨軟骨腫型であり、硝子軟骨組織を有して骨組織へ移行する組織像が特徴である。もう一方は、線維性骨化型で、線維性軟骨あるいは線維性組織より骨組織へ移行する組織像が特徴である。一般に、線維性骨化型の方が多いと言われている。

## 原因
原因については諸説あるが、機械的な刺激を原因とするのが最も有力である。好発部位が靴による刺激を受けやすいことから、ハイヒールを履く女性に発生しやすいという報告がある。ただし外傷がなくても自然発生することもある。

## 治療
一般に爪下外骨腫の自然治癒は期待できない。したがって、手術により腫瘍を摘出するのが唯一の治療法である。ただし稀に再発することがある。